# Ceresium albomaculatum
Ceresium albomaculatum là một loài bọ cánh cứng trong họ Cerambycidae.